# 우츠미 톳파 (초대)
초대 우츠미 톳파(初代 内海 突破, 1915년 2월 25일 ~ 1968년 6월 8일)는 일본의 희극 배우 겸 만재사이다.